# 1988년 동계 올림픽 피지 선수단
1988년 동계 올림픽 피지 선수단은 캐나다 캘거리에서 개최된 1988년 동계 올림픽에 참가한 올림픽 피지 선수단이다. 피지의 동계 올림픽 출전은 이번이 사상 처음으로, 단 한 명의 선수가 크로스컨트리 종목에 출전하였다.

## 크로스컨트리
남자
| 종목        | 선수              | 기록      | 기록 |
| 종목        | 선수              | 시간      | 순위 |
| ----------- | ----------------- | --------- | ---- |
| 15km 클래식 | 루시아테 로고야와 | 1'01:26.3 | 83   |

## 참조
- 올림픽 공식 기록 보관됨 2012-02-04 - 웨이백 머신